# Roberto Morales Ojeda

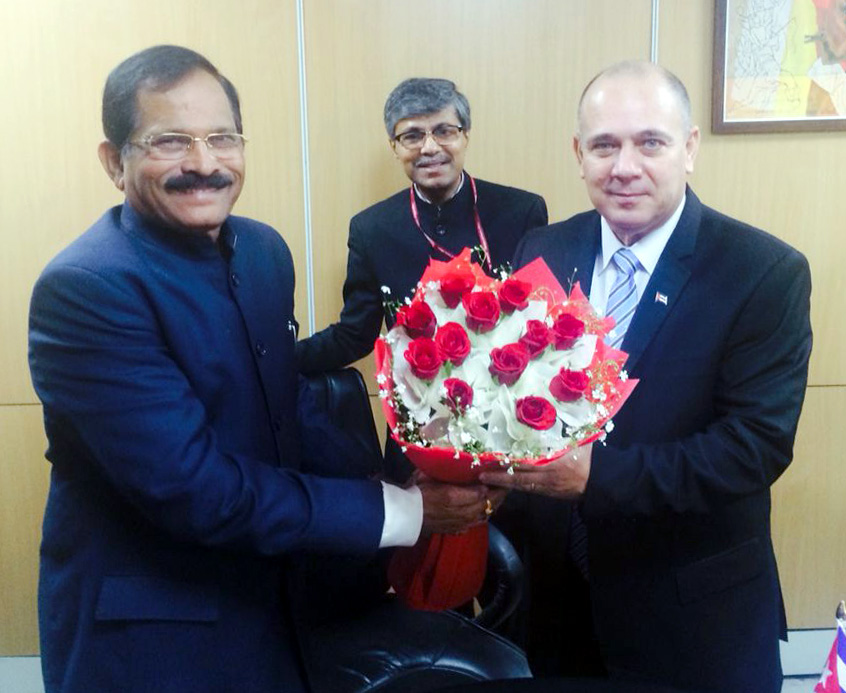
Roberto Morales Ojeda (rechts) in Neu-Delhi (2017)

Roberto Tomás Morales Ojeda (* 15. Juni 1967) ist ein kubanischer Politiker der Kommunistischen Partei Kubas PCC (Partido Comunista de Cuba), ehemaliger Gesundheitsminister und ehemaliger Vize-Ministerpräsident im Ministerrat Kubas.

## Leben
Morales Ojeda begann nach dem Schulbesuch ein Studium der Medizin, das er 1991 mit einem Master (Máster en Salud Pública) abschloss. Im Anschluss war als Arzt und Leiter des Amtes für Hygiene und Epidemiologie sowie als Gemeindedirektor von Rodas tätig. Anschließend wurde er hauptamtlicher Funktionär des Parteikomitees der PCC in der Provinz Cienfuegos und war auch Mitglied des Büros des Parteikomitees der PCC in der Provinz Cienfuegos sowie der Stadt Cienfuegos. Zugleich gehörte dem Stadtrat von Cienfuegos sowie dem Parlament der Provinz Cienfuegos an. Er war Delegierter beim V. Parteikongress 1997, beim VI. Parteikongress 2011 sowie beim VII. Parteikongress 2016, bei denen er jeweils zum Mitglied des Zentralkomitees (ZK) der PCC gewählt wurde. Er war Mitglied des Sekretariats des ZK und im Anschluss Erster Vizeminister für Gesundheit.
2012 löste Morales Ojeda, der auch Mitglied der Nationalversammlung der Volksmacht (Asamblea Nacional del Poder Popular) ist, José Ramón Balaguer Cabrera als Gesundheitsminister (Ministro de Salud Pública) im Ministerrat Kubas ab und hielt dieses Amt bis 2018 inne. Beim VII. Parteikongress 2016 wurde er zudem Mitglied des Politbüros des ZK der PCC. Von Dezember 2019 bis 2021 war er stellvertretender Ministerpräsident.